# Hans Wolfgang Schumann
Hans Wolfgang Schumann (* 31. Januar 1928 in Düsseldorf; † 26. Juni 2019 in Bonn) war ein  deutscher Diplomat sowie Indologe und Buddhologe.

## Leben
Nach einer Lehre als Verlagsbuchhändler studierte Schumann ab 1951 an der Universität Bonn Indologie, Religionswissenschaft und Ethnologie. 1957 promovierte er ebendort bei Gustav Mensching im Fach Indologie mit einer Untersuchung über Bedeutung und Bedeutungsentwicklung des Terminus Samkhara im frühen Buddhismus. Von 1960 bis 1963 war er an der Hindu-Universität in Benares (Indien) als Lektor tätig.
1963 ging er für den Deutschen Akademischen Auslandsdienst als Lektor für die deutsche Sprache nach Indien, Burma (Myanmar) und Ceylon (Sri Lanka) sowie in die USA. Im Jahre 1985/86 hatte er einen buddhismuskundlichen Lehrauftrag an der Universität Bonn inne. Von 1988 bis zu seiner Pensionierung 1993 war Schumann deutscher Generalkonsul in Bombay. Schumann war Träger des nach Rabindranath Thakur benannten Literaturpreises.

## Veröffentlichungen (Auswahl)
- Der Mahāyāna-Buddhismus: Die zweite Drehung des Dharma-Rades. Diederichs, München, 1990, ISBN 3-424-01016-2.
- Der historische Buddha: Leben und Lehre des Gotama. München: Diederichs 7. Auflage als Sonderausgabe 1999. ISBN 3-424-01472-9.
- Handbuch Buddhismus: Die zentralen Lehren: Ursprung und Gegenwart. Diederichs, Kreuzlingen / München 2000, ISBN 3-7205-2153-2.
- Die grossen Götter Indiens: Grundzüge von Hinduismus und Buddhismus. Hugendubel 2004, ISBN 3-89631-429-7.
- Buddhismus: Stifter, Schulen und Systeme. Diederichs Gelbe Reihe, München 2005, ISBN 3-7205-2652-6.
- Buddhabildnisse – Ihre Symbolik und Geschichte. Werner Kristkeitz Verlag, Heidelberg 2007, ISBN 978-3-932337-03-1.